# Rio Pedrinho
Der Rio Pedrinho ist ein etwa 46 km langer linker Nebenfluss des Rio Ivaí in der Mitte des brasilianischen Bundesstaats Paraná.

## Etymologie
Rio Pedrinho kann Peterlefluss oder auch Kleiner Peterfluss bedeuten.

## Geografie

### Lage
Das Einzugsgebiet des Rio Pedrinho befindet sich auf dem Terceiro Planalto Paranaense (Drtte oder Guarapuava-Hochebene von Paraná).

### Verlauf
Sein Quellgebiet liegt auf der Grenze zwischen den beiden Munizipien Boa Ventura de São Roque und Turvo auf 857 m Meereshöhe etwa 6 km südöstlich des Hauptorts von Boa Ventura de São Roque.
Der Fluss verläuft in nordöstlicher Richtung. Er bildet in seinem gesamten Verlauf die Grenze zwischen den beiden Munizipien. Er mündet auf 469 m Höhe von links in den Rio Ivaí. Er ist etwa 46 km lang.

### Munizipien im Einzugsgebiet
Am Rio Pedrinho liegen die zwei Munizipien Boa Ventura de São Roque und Turvo.